# 松村友視
松村 友視（まつむら ともみ、1951年3月31日 -　）は、日本近代文学研究者、慶應義塾大学名誉教授。

## 概要
静岡県焼津市生まれ。1969年静岡県立静岡高等学校卒業。1974年慶應義塾大学経済学部卒業、1982年同大学院文学研究科博士課程単位取得満期退学、1985年慶大文学部助手、1988年助教授、1998年教授。2014年日本近代文学会常務理事、2015年代表理事。同年慶大を定年退任、名誉教授。泉鏡花などを研究した。

## 著書
- 『近代文学の認識風景』インスクリプト、2016年

### 編著
- 『作家の随想 3　泉鏡花』編 日本図書センター 1996
- 『作家の自伝 41　泉鏡花』編 日本図書センター シリーズ・人間図書 1997
- 『編年体大正文学全集 第9巻(大正9年)』編 ゆまに書房 2001
- 『新日本古典文学大系 尾崎紅葉集』須田千里共校注 岩波書店 2003
- 『近代的心性における学知と想像力』和泉雅人共編著 慶應義塾大学出版会 2007

## 論文
- CiNii 松村友視